# Disseny Hub Barcelona
El Disseny Hub Barcelona (DHub) és un edifici situat a la plaça de les Glòries Catalanes de Barcelona, inclòs a l'Inventari del Patrimoni Arquitectònic de Catalunya. És la seu principal del Museu del Disseny de Barcelona i també del Foment de les Arts Decoratives (FAD) i el Barcelona Centre de Disseny (BDC).

## Història
Forma part del projecte de renovació urbana del districte 22@, juntament amb la Torre Glòries i el nou mercat dels Encants, i fou projectat per l'estudi MBM arquitectes, format per Oriol Bohigas, Josep Martorell, David Mackay, Oriol Capdevila i Francesc Gual, guanyadors d'un concurs públic organitzat per l'Ajuntament de Barcelona el juny del 2001. El juliol del 2009, el conseller de Cultura Joan Manuel Tresserras i l'alcalde Jordi Hereu posaren la primera pedra, i les obres s'acabaren el 2013. El 14 de desembre de 2014 s'hi va inaugurar el Museu del Disseny.

## Descripció
Disposa de dues entrades: una pel carrer d'Àvila i una altra per la plaça de les Glòries, les quals es troben en un únic vestíbul que distribueix l'espai i els accessos a diversos serveis.
L'edifici té dues parts: una de subterrània, que aprofita el desnivell entre la plaça i els carrers del Poblenou, envoltada per un llac artificial, amb dues pisos i un entresòl amb les sales de reserva i la gestió del Museu del Disseny, les oficines, la biblioteca pública del Clot; l'altra, a sobre de la plaça, amb forma de paral·lelepípede tallat al biaix, té tres plantes, l'auditori de 320 seients (593 m²) a la superior i sales d'exposicions a les altres. Com d'altres construccions contemporànies, incorpora criteris de sostenibilitat amb diversos recursos com ara: materials simples (plaques de zinc, ferro fos, vidre, formigó, alumini, fusta), l'ús de panells fotovoltaics instal·lats a la coberta, la reutilització d'aigües pluvials, l'aprofitament de la llum natural a través de lluernes i el reflex sobre el llac, i l'ús de la inèrcia tèrmica i els panells fotovoltaics.
Al llac hi ha el conjunt escultòric Orgànic de la ceramista Madola, en homenatge a Trinidad Sánchez Pacheco, directora de l'antic Museu de Ceràmica.

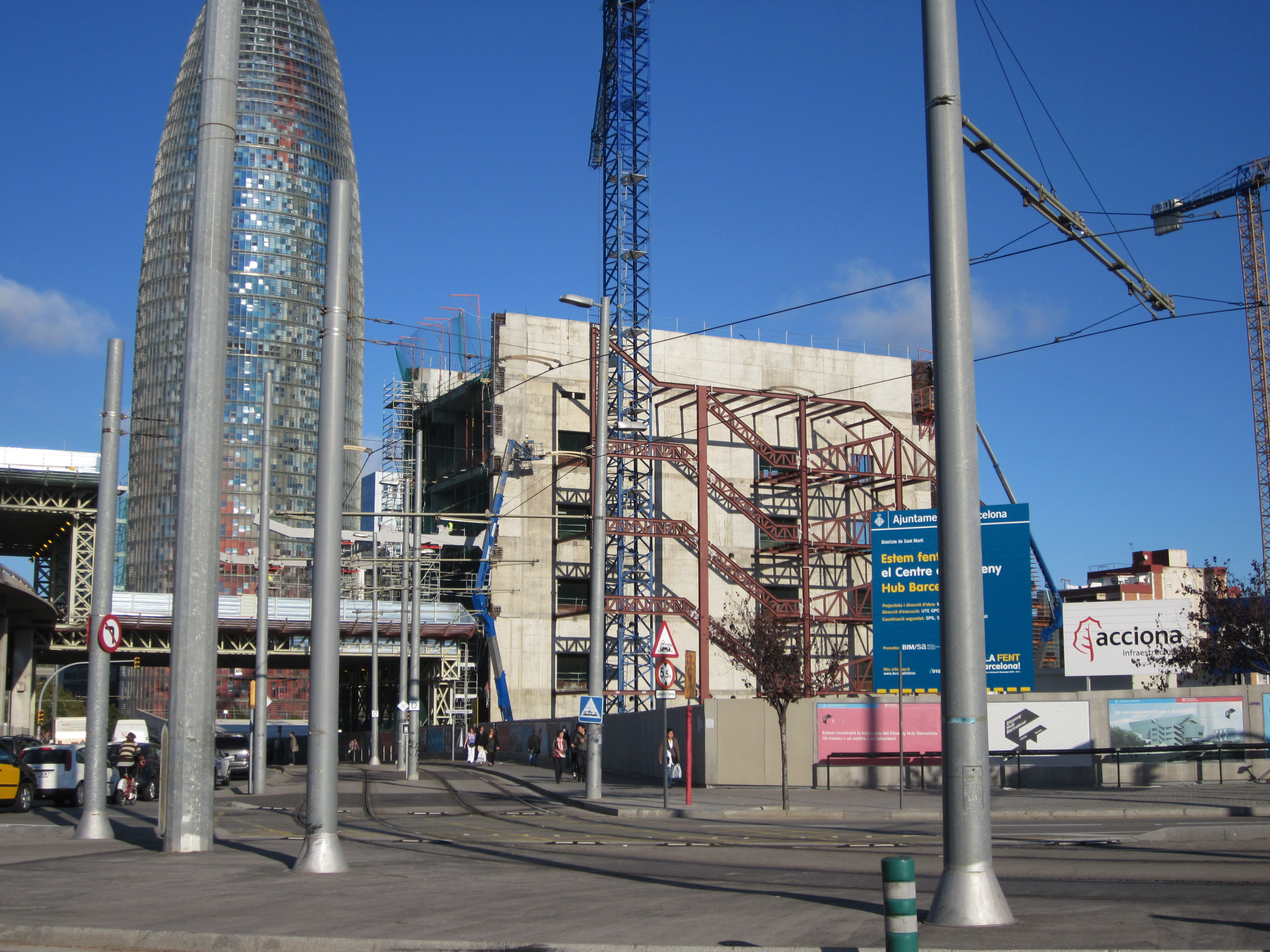
DHUB, en plena construcció. Prisma de formigó armat (novembre 2010)
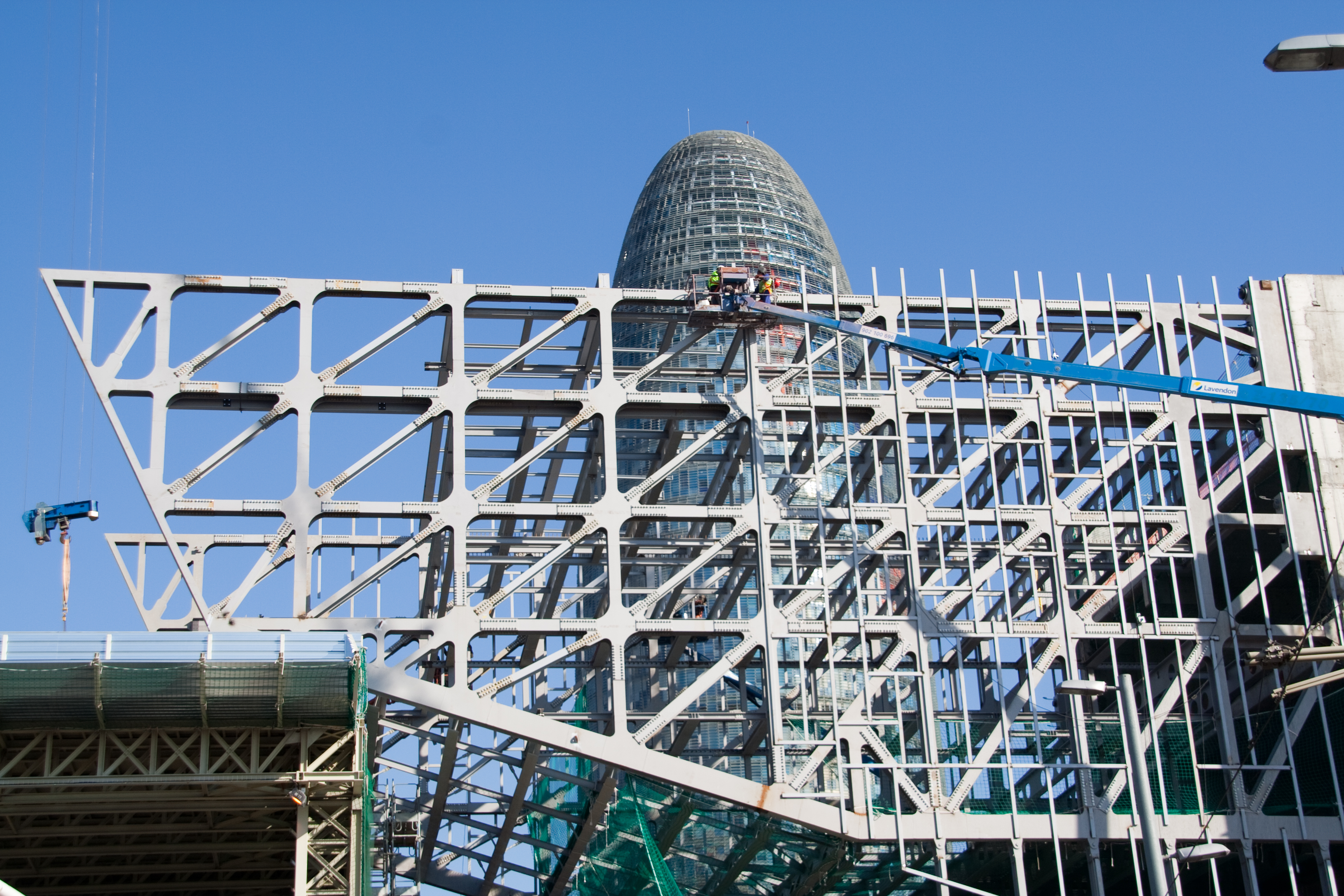
Soldadura de l'estructura en voladís i unió amb l'armat de l'edifici de formigó (gener 2011)
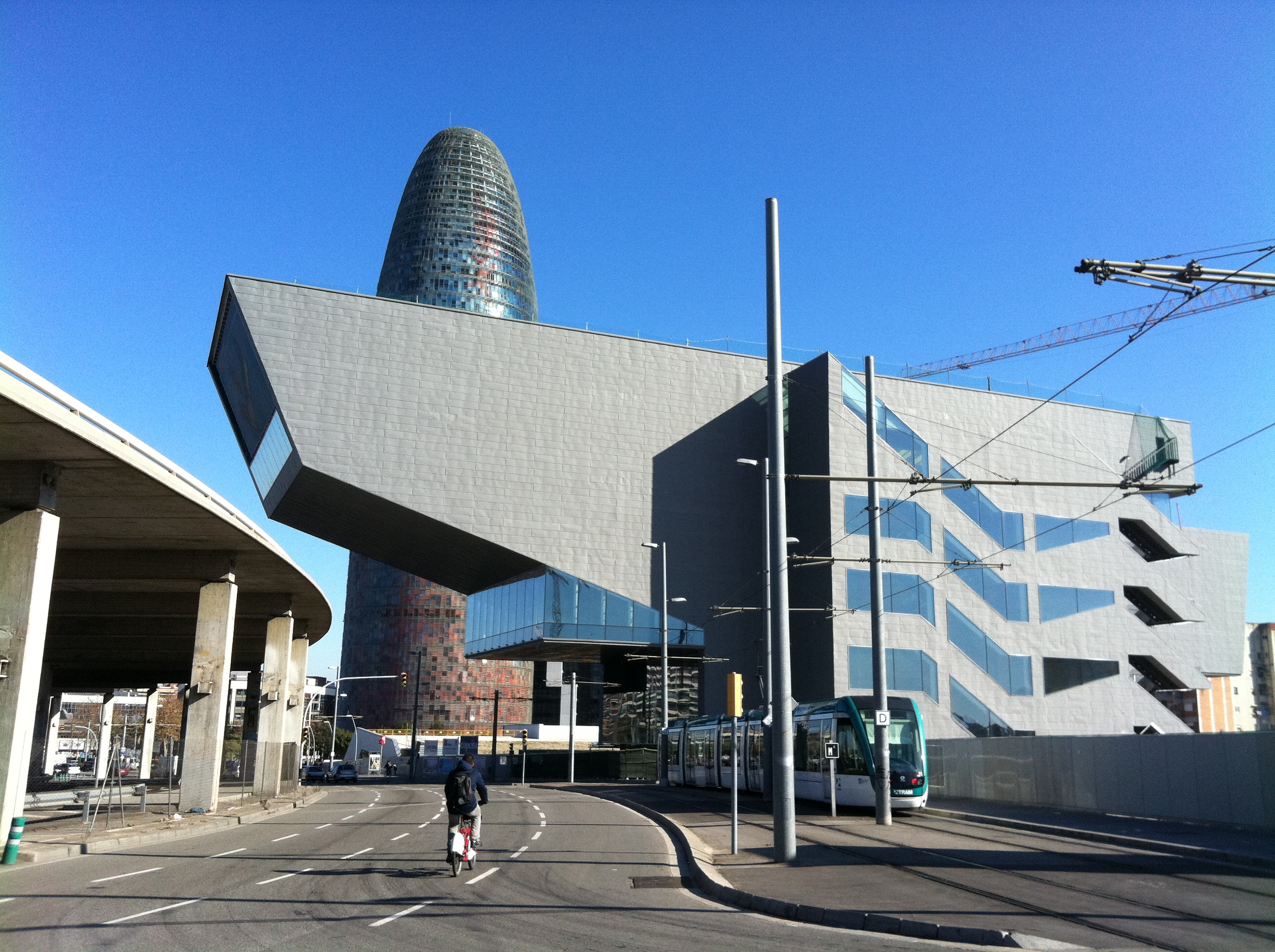
Situació de les obres amb els tancaments acabats (gener 2012)
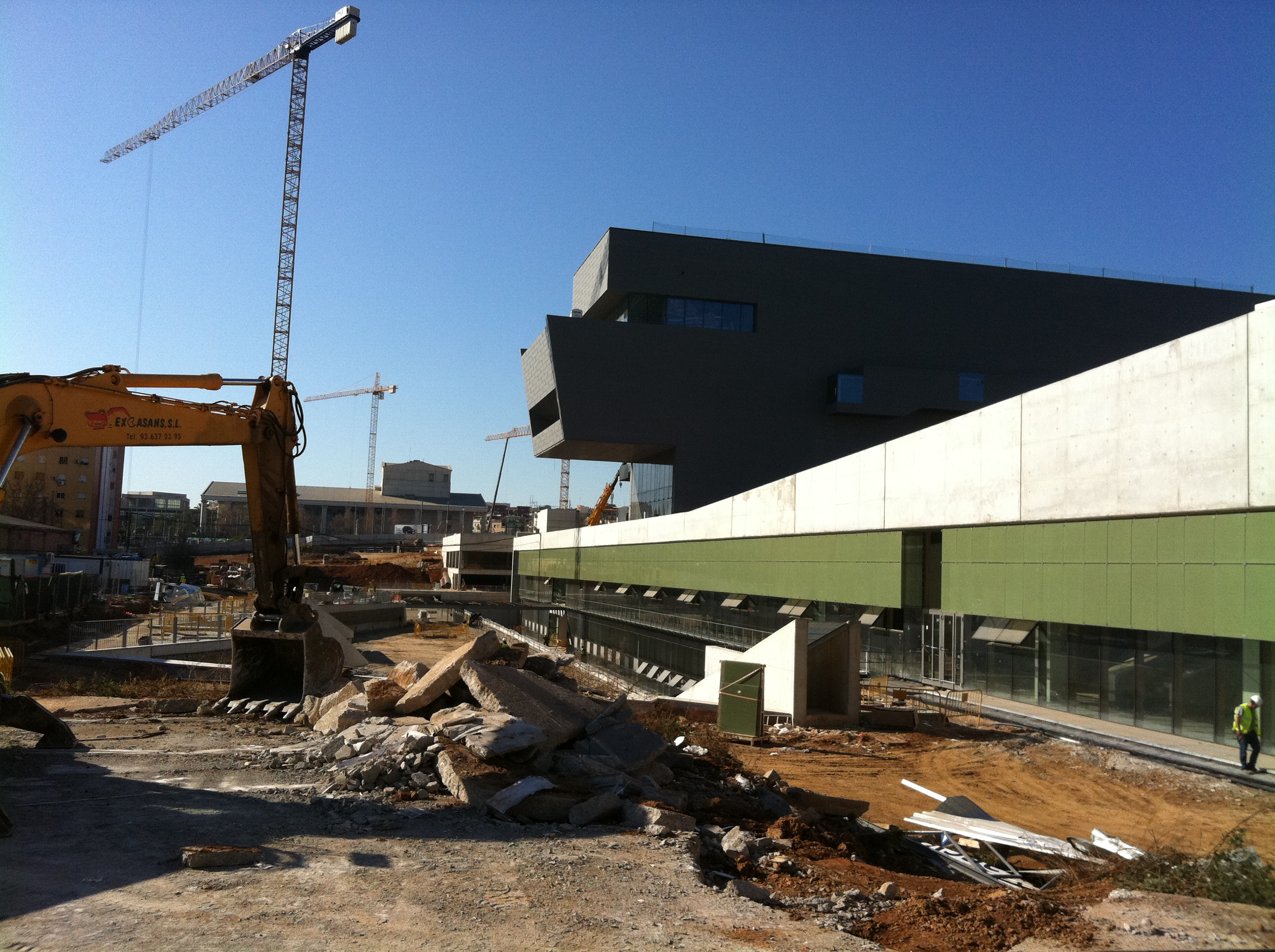
Creació de les làmines d'aigua i futur accés sud (gener 2012)